# 로랑 부두아니
로랑 노르당 부두아니(프랑스어: Laurent Norden Boudouani, 1966년 12월 29일~)는 프랑스의 전직 권투 선수이다. 1988년 하계 올림픽 남자 웰터급 은메달을 획득했으며 프로 전향 후 1996년부터 1999년까지 세계 복싱 협회(WBA) 라이트미들급 챔피언 타이틀을 보유했다.